# Scrapbook
Scrapbook — расширение Firefox, позволяющее сохранять веб-страницы для просмотра офлайн в виде древовидной базы данных.
Начиная с Mozilla Firefox версии 57, расширение не поддерживается.

## ScrapBookQ
ScrapbookQ захватывает веб-страницу в локальном хранилище и управляет захваченными страницами на боковой панели браузера. Является расширением «Quantum» в Firefox (т.е. для Firefox версии 60 и выше). Совместим со старым расширением ScrapBook.

## Возможности программы
- Захват веб-страниц, включая картинки, стили, мультимедиа, архивы, JavaScript, задание параметров захвата по умолчанию.
- Захват нескольких вкладок, захват нескольких URL.
- Многоуровневый захват веб-страниц  — захват также страниц, на которые ведут ссылки с данной страницы, количество уровней ссылок задаётся в настройках.
- Захват страниц через контекстное меню и главное меню Firefox.
- Импорт/экспорт базы сохранённых страниц.
- Создание нескольких баз данных.
- Сохранение дерева захваченных страниц в виде HTML-файла.
- Комментарии к сохранённым страницам, настройка иконок для папок и страниц.
- Повторный захват обновлённой веб-страницы.
- Полнотекстовый поиск в базе, а также поиск по URL, заголовку, комментарию и времени.
- Создание заметок.
- Редактирование сохранённых веб-страниц.

Scrapbook поддерживает расширения, которые позволяют дополнить его различными возможностями.

## Новые рабочие альтернативы классическому  Scrapbook
ScrapBee — это дополнение Firefox Quantum (работает с локальным внутренним сервером), которая поддерживает доступ к устаревшим данным ScrapBook. Однако схема данных была немного изменена, и, таким образом, данные, сгенерированные ScrapBee, недоступны для устаревшего классического ScrapBook. Дополнение полностью русифицировано.